# Música de Luxemburg
La Música de Luxemburg és un component important de la vida cultural del Gran Ducat de Luxemburg. La prestigiosa nova sala de concerts Filharmònica de Luxemburg és un excel·lent lloc per als concerts d'orquestra, mentre que l'òpera es presenta amb freqüència als teatres. Les músiques rock, pop i jazz també són populars amb una sèrie d'artistes d'èxit. El gran interès per la música en general i activitats musicals a Luxemburg es poden veure des de l'adhesió de les associacions com la música de la federació nacional per a orfeons, les bandes, la música a les escoles, les societats de teatre, les associacions de folklore i grups instrumentals a l'organització a la Union Grand-Duc Adolphe. Prop d'uns 340 grups musicals i associacions amb més de 17.000 membres individuals estan representats actualment per l'organització.

## Història

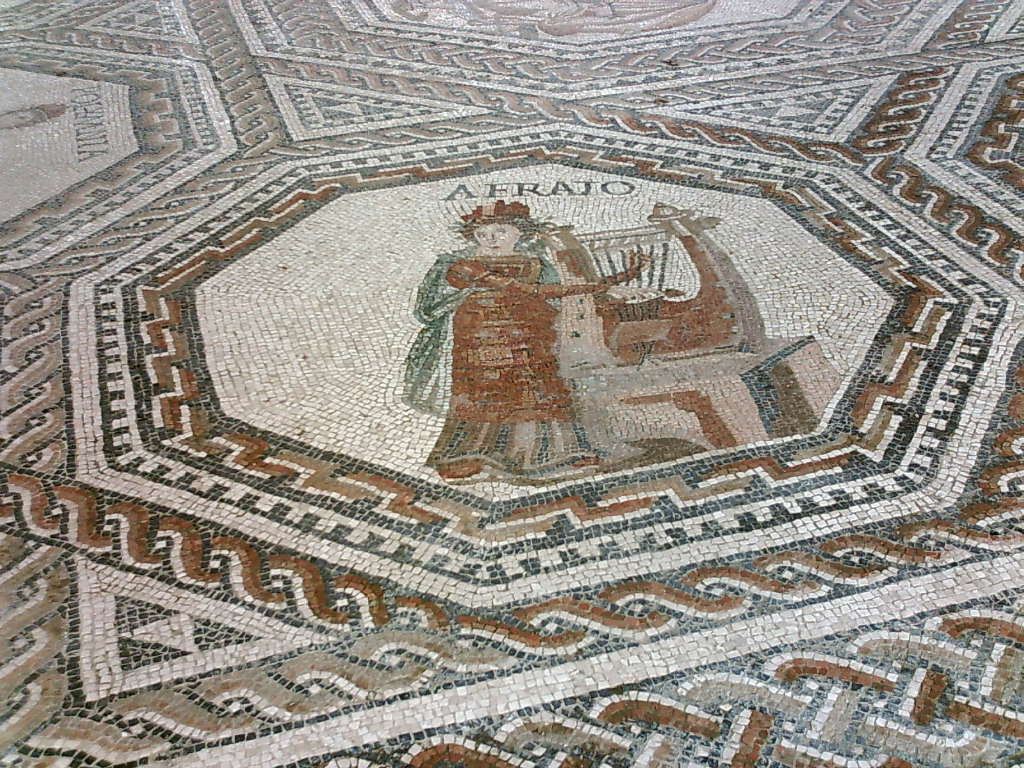
Erato, mosaic de Vichten,.

La música en el que avui és el Gran Ducat de Luxemburg té una història que es remunta a l'època gal·loromana. El mosaic romà del segle iii de Vichten presenta excel·lents representacions de les muses Euterpe amb les seves flautes i Erato tocant la lira, el que demostra un interès primerenc a la música. El poeta llatí del segle VI Venanci Fortunat ens diu que estava impressionat per la música que escoltava a la regió. A partir del segle viii, l'Abadia d'Echternach es va convertir en un important centre de música religiosa, prop de l'any 900, allà es va produir el manuscrit Officium Sancti Willibrordi, un dels primers exemples de la notació musical de Luxemburg.
Quan el 1815 es va establir el Gran Ducat, l'interès per la música es va desenvolupar lentament en tot el país, inicialment amb música patriòtica interpretada per bandes militars. L'any 1842, la Banda de l'Exèrcit de Luxemburg coneguda com la Musique Militaire Grand-Ducal es va fundar a Echternach amb uns 25 músics del batalló establert allà. El 1852, la Societat Filharmònica va ser fundada a Ettelbruck pel sacerdot local JB Victor Müllendorf amb l'objectiu de «recolzar tot tipus de música vocal i instrumental». Amb motiu del primer tren de Luxemburg a Thionville el 4 d'octubre de 1859, el poeta nacional Michel Lentz va escriure les paraules i la música de De Feierwon, una cançó patriòtica amb la frase famosa de Mir Welle wat mir bleiwe sinn («Volem romandre com som»).
A mitjan segle xix, les societats musicals i de cant van ser cada vegada més populars. Una sèrie de compositors locals va escriure peces de música per ser realitzades per les bandes i els cors que també estaven sorgint per tot arreu. Entre ells hi són Joseph-Alexandre Müller, Louis Beicht i Emile Boeres, així com Gustave Kahnt i Pol Albrecht els que, a més a més de ser compositors prolífics, eren directors de la Banda de l'Exèrcit de Luxemburg.

## Descripció
La música de Luxemburg i el patrimoni cultural és germànic. La federació nacional de música és la Union Grand-Duc Adolphe (Ugda); una altra institució important és el Conservatori de Luxemburg amb uns 2.600 estudiants anuals. Els festivals de música inclouen el Festival Internacional de Música d'Echternach  i el de Rock um Knuedler a la ciutat de Luxemburg. L'emissora nacional de ràdio, RTL – Deutschlands Hit-Radio, s'escolta a tot Europa. El Luxemburg modern és la llar d'una gran varietat d'artistes, folk, clàssic i pop, així com del rock, el hip-hop i d'altres gèneres com el hardstyle, jumpstyle i el hardcore.
L'himne nacional és Ons Heemecht («La Nostra Terra»), que va ser escrit per Jean Antoine Zinnen (música) i Michel Lentz (lletra). Ha estat l'himne nacional des de 1895.

### Música clàssica
Un dels músics més influents i versàtils de Luxemburg va ser Laurent Menager (1835-1902). Sovint se l'anomena com a compositor nacional de Luxemburg, fou també un director de cor entusiasta, organista i mestre. L'any 1857, va fundar l'associació nacional Sang a Klang. Les seves nombroses composicions inclouen obres corals, música religiosa, peces orquestrals i operetes, així com música per a bandes de música i teatre.
Una altra compositora luxemburguesa destacable és Helen Buchholtz (1877-1953), autora de més de 130 composicions, entre elles 53 lieder, 19 corals, 14 sonates per a piano i 38 altres peces per a piano, així com 8 peces per a orquestra simfònica i sis peces per a grups de vent-fusta.
L'Orquestra Filharmònica de Luxemburg, originàriament coneguda com a «Grand orchestre symphonique de RTL», va ser fundada el 1933. Des de 2005, quan va ser inaugurada la sala de concerts Filharmònica de Luxemburg, l'orquestra ha tingut la seva pròpia seu. Directors recents han fet molt per millorar la seva imatge, sobretot pel que fa a la música francesa del segle xx. Actua amb freqüència a la ciutat de Luxemburg en el Gran Teatre i a Esch-sur-Alzette al Teatre d'Esch, així com al Festival de Wiltz.
Solistes reconeguts internacionalment de Luxemburg inclouen el violinista Sandrine Cantoreggi, el violoncelista Françoise Groben, els pianistes Francesco Tristano Schlimé i Jean Muller, i la soprano Mariette Kemmer. Entre els seus compositors contemporanis es troben Camille Kerger, Claude Lenners, Georges Lentz -encara que viu principalment a Austràlia-, Alexander Mullenbach i Marcel Wengler. Des de 1999, el conjunt orquestral Luxembourg Sinfonietta ha fet molt per promoure la música contemporània, no solament mitjançant la realització de treballs a Luxemburg i a l'estranger, sinó per l'organització de competicions internacionals anuals per als compositors contemporanis.

### Jazz
El jazz està prosperant a Luxemburg amb artistes com els trompetes Ernie Hammes i Gast Waltzing, el pianista Michel Reis i el percussionista Pascal Schumacher. Waltzing ha guanyat un nom com a compositor de música per al cinema i la televisió, mentre que Schumacher ha actuat per tot el món amb el seu «Pascal Schumacher Quartet».

### Folk, rock, pop, protesta
Serge Tonnar i Legotrip canten principalment en luxemburguès les petites i grans idiosincràsies de la vida i la política de Luxemburg. Alguns àlbums: Klasseklon, Legotrip, Pärele bei d'sei, i un single: Wat der noper see.
Kate, un grup de cinc membres indie-folk-pop que va ser fundat en el 2008, amb el seu primer àlbum el 2010, titulat Can't keep Secrets, i el seu segon àlbum Life in Stereo el 2012 amb un nou pianista, Tom.
Luxemburg va ser un participant fundador del Festival de la Cançó d'Eurovisió, després d'haver guanyat la competició algunes vegades, l'última el 1983, la ciutat de Luxemburg va ser seu del Festival de la Cançó d'Eurovisió 1984. L'última participació del Gran Ducat va ser el 1993. La més famosa actuació de Luxemburg és potser Poupée de cire, poupée de son, escrita pel compositor francès Serge Gainsbourg i cantada per France Gall.